# 쥬라기 공원
쥬라기 공원(Jurassic Park), 이후 쥬라기 월드(Jurrasic World)라고도 불리는는 마이클 크라이튼이 만든 미국의 과학 소설 미디어 프랜차이즈로, 공룡의 복제로 테마파크를 만들려는 재앙적인 시도를 중심으로 한다. 이 프랜차이즈는 1990년 유니버설 픽처스와 앰블린 엔터테인먼트가 크라이튼의 소설인 쥬라기 공원의 출판 전에 판권을 구매하면서 시작되었다. 이 책은 성공적이었고, 스티븐 스필버그의 1993년 영화 각색판도 마찬가지였다. 이 영화는 2013년에 3D로 재개봉되었으며, 2018년에는 미국 의회도서관의 미국 국립영화등기부에 "문화적으로, 역사적으로, 또는 미학적으로 중요"한 작품으로 선정되어 보존되었다. 크라이튼의 1995년 속편 소설인 잃어버린 세계에 이어 1997년 영화 각색판도 스필버그가 감독했다. 크라이튼은 이 시리즈에 더 이상의 속편을 쓰지 않았지만, 스필버그는 쥬라기 공원 3 (2001년)부터 모든 후속 영화의 총괄 프로듀서로 복귀했다.
2015년에는 시리즈의 네 번째 영화인 쥬라기 월드로 두 번째 영화 삼부작이 시작되었다. 이 영화는 재정적으로 성공했으며, 쥬라기 월드: 폴른 킹덤 (2018년)과 쥬라기 월드: 도미니언 (2022년)이 뒤를 이었다. 쥬라기 월드 영화들은 콜린 트러보로가 공동 각본을 썼으며, 그는 또한 삼부작의 첫 번째와 세 번째 작품을 감독했다. 이전 삼부작 이후를 배경으로 하는 새로운 영화인 쥬라기 월드: 새로운 시작은 트러보로의 참여 없이 2025년 7월 2일에 극장 개봉했다.
1993년 영화 개봉 이후 이 프랜차이즈를 기반으로 한 수많은 비디오 게임과 만화책이 제작되었으며, 여러 워터 라이드가 다양한 유니버설 스튜디오 테마파크에서 개장했다. 레고는 여러 애니메이션 프로젝트를 쥬라기 월드 영화를 기반으로 제작했는데, 여기에는 2019년에 공개된 미니시리즈인 레고 쥬라기 월드: 이슬라 누블라 섬의 전설이 포함된다. 드림웍스 애니메이션 또한 넷플릭스를 위해 두 개의 애니메이션 시리즈인 쥬라기 월드: 백악기 캠프 (2020년~2022년)와 쥬라기 월드: 혼돈의 지배 (2024년~현재)를 제작했으며, 두 시리즈 모두 쥬라기 월드 삼부작을 배경으로 한다.
2000년 기준으로 이 프랜차이즈는 50억 달러의 수익을 창출하여 역대 최고 수익 미디어 프랜차이즈 중 하나가 되었다. 영화 시리즈 또한 역대 최고 수익 중 하나이며, 2022년 기준으로 전 세계 박스오피스에서 60억 달러 이상을 벌어들였다. 오리지널 쥬라기 공원은 2013년 재개봉 시 10억 달러를 넘어선 최초의 영화였다. 이후 쥬라기 월드 삼부작의 각 작품들도 마찬가지였다.

## 배경

### 전제와 공룡
쥬라기 공원 프랜차이즈는 코스타리카 해안의 섬 테마파크에서 날뛰는 유전자 조작 공룡에 초점을 맞춘다. 공룡은 공룡의 피를 빨아먹고 호박 속에 화석화되어 DNA가 보존된 모기에서 고대 DNA를 추출하여 복제된다. 과학자들은 개구리 DNA를 사용하여 게놈의 빈 부분을 채운다. 영화는 주로 중앙아메리카 태평양 연안의 가상의 섬을 배경으로 하지만, 쥬라기 월드: 폴른 킹덤 (2018년)과 쥬라기 월드: 도미니언 (2022년)에서는 공룡들이 미국 본토를 포함하여 전 세계로 재배치된다.
이 영화 시리즈는 주로 애니매트로닉스와 컴퓨터 생성 이미지를 통해 공룡을 재현한 것으로 유명하다. 첫 번째 영화는 공룡 효과로 칭찬을 받았고, 고생물학 분야에 대한 관심을 높였으며, 현대적인 묘사를 통해 공룡에 대한 대중의 인식을 변화시켰다.
쥬라기 월드 삼부작은 파크 삼부작과의 연속성을 유지하기 위해 최근 고생물학적 발견을 대부분 무시하여 고생물학자들 사이에서 비판을 받았다. 쥬라기 공원 3와 쥬라기 월드 모두 공룡의 부정확성은 유전자 조작된 동물이기 때문이라고 캐릭터가 언급하는 장면이 포함되어 있다. 최신 발견을 더 잘 반영하기 위해 쥬라기 월드: 도미니언 (2022년)은 쥬라기 공원 3 (2001년)에서 처음 도입된 깃털 달린 공룡의 개념을 확장했다.

### 인젠
인터내셔널 제네틱 테크놀로지스 주식회사 (인젠)는 공룡 복제를 담당하는 가상의 회사이다. 소설에 따르면, 이 회사는 캘리포니아 팔로알토에 본사를 두고 있으며, 유럽에도 한 곳의 지사를 두고 있다. 그럼에도 불구하고 인젠의 연구는 대부분 코스타리카 근처의 가상의 이슬라 소르나 섬과 이슬라 누블라 섬에서 이루어졌다. 첫 번째 소설에서는 인젠이 1980년대의 수많은 작은 유전 공학 스타트업 중 하나에 불과하다고 언급되었지만, 소설과 영화의 사건들을 통해 인젠이 공룡을 복제하는 방법을 발견했으며, 이 공룡들은 섬 테마파크 어트랙션에 배치될 것이라는 사실이 일부 선택된 사람들에게 공개되었다.
인젠은 첫 번째 소설에서 공원의 배후에 있는 실체로 잘 확립되어 있었지만, 단순화를 위해 첫 번째 영화에서는 쥬라기 공원 브랜드가 강조되었다. 인젠의 이름은 영화에서 컴퓨터 화면, 헬리콥터 등에 보이지만, 언급되지는 않는다. 인젠의 기업 정체성은 두 번째 영화에서 더 두드러진다. 쥬라기 월드가 배경이 되는 시점에는 인젠과 모든 지식 재산권은 마스라니 글로벌 코퍼레이션에 흡수된 상태이다.
비챰의 인기 소설 백과사전은 인젠을 다른 "더러운 조직"들과 비견된다고 묘사한다. 다른 자료들은 이 회사가 아기 티라노사우루스(《쥬라기 공원 2: 잃어버린 세계》에서)를 받는 것을 1933년 영화 《킹콩》에 묘사된 다른 착취적인 기업가들에 대한 암시로 언급한다. 켄 겔더는 인젠을 존 그리샴의 1991년 소설 《더 펌》에 나오는 세무 법인처럼 "확고하게 비밀스러운" 회사로 묘사한다.

### 바이오신
소설에서는 바이오신 코퍼레이션 (줄여서 바이오신)이 인젠의 경쟁 회사이다. 이 회사는 유전학 산업에서의 산업 스파이 행위로 논란이 많다. 바이오신의 직원인 루이스 도지슨은 회사 기밀을 훔치는 데 도움을 준다. 바이오신은 인젠의 공룡 DNA를 얻는 데 관심이 있는데, 이 동물들이 사냥 트로피나 의약품 실험 대상 등 다양한 용도로 사용될 수 있다고 믿기 때문이다.
도지슨은 첫 번째 영화에서 단역으로 등장하며, 그의 고용주는 언급되지 않는다. 하지만 바이오신은 여러 비디오 게임에 등장한다.
바이오신 제네틱스라는 이름으로 이 회사는 쥬라기 월드: 도미니언 (2022년)에서 영화에 데뷔한다. 영화가 배경이 되는 시점에는 도지슨이 회사의 CEO가 되어 있다. 바이오신 직원에는 유전학자 헨리 우 박사와 수학자 이언 말콤 박사가 포함되어 있으며, 이언 말콤 박사는 회사의 사내 철학자로 일하고 있다. 전 세계에 공룡이 풀려나고 정부에 의해 포획되면서 바이오신은 이탈리아 돌로미티산맥에 있는 본사에서 이 동물들을 수용하는 계약을 맺는다. 공룡에 대한 제약 연구 외에도 이 회사는 14세 고아 메이지 록우드를 납치하고 거대 메뚜기를 풀어 경쟁사들의 농작물을 파괴한다. 영화가 끝날 무렵 이 음모는 좌절되고 대중에게 폭로된다. 이 영화의 감독인 콜린 트러보로는 바이오신을 "악한" 기업이라기보다는 수천 명의 직원을 가진 회사로 묘사했으며, 이들은 처음에는 최선의 의도를 가졌지만 도지슨의 행동을 알게 되면서 배신감을 느낀다.

### 이슬라 누블라

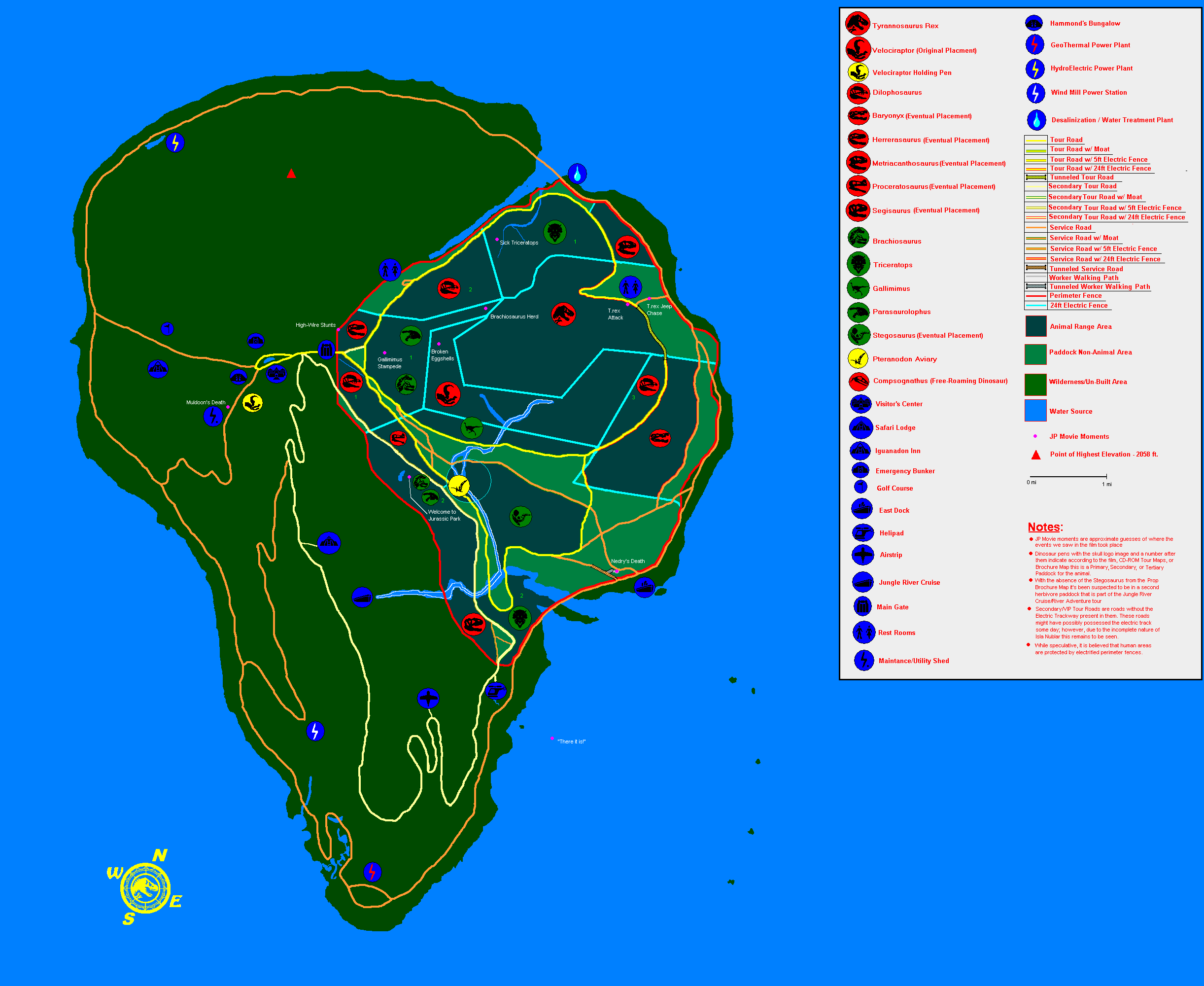
쥬라기 공원 영화 각색판에 묘사된 이슬라 누블라의 팬 메이드 지도. 다양한 출처를 통합했다. 소설, 비디오 게임, 쥬라기 월드에서는 지형이 다르지만, 전체적인 섬의 모양은 항상 역삼각형이다.

이슬라 누블라(영어: Cloud Island)는 첫 소설과 그 영화 각색판, 그리고 쥬라기 월드의 주요 배경이 되는 가상의 중앙아메리카 섬이다. 소설에 따르면, 그 이름은 스페인어로 "구름 섬"을 의미한다. 이 열대 섬은 코스타리카 서쪽 120 마일 (190 킬로미터)에 위치하며 비활동성 화산을 가지고 있다. 첫 소설과 영화에서 이슬라 누블라는 인젠이 제안한 공룡 테마파크인 쥬라기 공원의 위치이지만, 동물들이 탈출한 후 개장하지 못한다. 소설에서는 코스타리카 정부가 이 섬을 위험하다고 선포하고 네이팜 공격을 가하지만, 영화 시리즈에서는 쥬라기 월드 삼부작까지 계속 존재한다.
쥬라기 월드에서는 마스라니 글로벌 코퍼레이션이 테마파크 아이디어를 성공적으로 실행했다. 그러나 영화가 끝날 무렵, 인도미누스 렉스 사건 이후 섬은 다시 공룡들에게 점령당한다.
《쥬라기 월드: 폴른 킹덤》에서 이슬라 누블라는 화산이 다시 활성화되어 폭발하면서 파괴된다.
영화에서는 오아후섬과 카우아이섬을 포함한 하와이의 여러 섬이 이슬라 누블라로 대체되었다. 일부 촬영은 오리지널 영화를 위해 캘리포니아의 사운드 스테이지에서 이루어졌고, 쥬라기 월드는 루이지애나에서 이루어졌다.

### 이슬라 소르나
이슬라 소르나는 사이트 B라고도 불리는 또 다른 가상의 중앙아메리카 섬이다. 이슬라 누블라에서 남서쪽으로 87 마일 (140 km) 떨어져 있으며, 코스타리카 서쪽으로 207 마일 (333 km) 떨어져 있다. 이 섬은 두 번째 소설과 그 영화 각색판, 그리고 세 번째 영화의 주요 배경이다. 이슬라 소르나는 인젠이 대부분의 공룡 연구를 수행한 곳이다. 공룡들은 이곳에서 번식한 후 이슬라 누블라로 운송되었고, 후자의 섬에 있는 실험실은 관광객을 위한 쇼룸으로만 지어졌다. 이슬라 소르나는 이슬라 누블라보다 훨씬 크며, 열대, 고지대 열대, 온대 우림 등 다양한 기후를 가지고 있다. 이 섬은 라스 싱코 무에르테스("다섯 죽음")로 알려진 다섯 섬 체인의 일부이지만, 다른 섬들은 소설이나 영화에서 역할을 하지 않는다. 하지만 이 섬들은 2018년 비디오 게임 《쥬라기월드: 에볼루션》의 주요 배경으로 사용된다.
인젠은 첫 번째 소설과 영화의 사건 이후 이슬라 소르나를 버리고 공룡들은 자유롭게 살면서 번식하도록 남겨진다. 두 번째 영화의 끝에서 이슬라 소르나는 샌디에이고의 새로운 테마파크로 공룡들을 재배치하려다 실패한 후 동물들을 위한 생물 보존 구역으로 설정되었다고 언급된다. 쥬라기 월드에서는 이슬라 소르나의 상태가 언급되지 않지만, 쥬라기 월드: 폴른 킹덤의 홍보 웹사이트에서는 불법 복제된 동물들이 도입된 후 섬 생태계가 붕괴되었다고 명시한다. 살아남은 공룡들은 쥬라기 월드 테마파크 개장을 위해 이슬라 누블라로 재배치되었고, 소르나는 버려졌다. 《쥬라기 월드: 도미니언》에서는 이슬라 소르나의 성체 티라노사우루스 두 마리가 이슬라 누블라의 티라노사우루스와 만나는 장면을 보여준다. 같은 영화에서 램지 콜은 이슬라 소르나의 공룡들이 이슬라 누블라에서 모인 공룡들과 함께 바이오신 계곡으로 재배치되었다고 언급한다. 이 섬은 헨리 우가 메이지 록우드에게 보여준 1986년 비디오 영상에서 잠시 등장한다.
두 번째 영화의 촬영을 위해 캘리포니아주 험볼트군이 이슬라 소르나를 배경으로 한 장면들의 주요 장소로 사용되어 숲 기후를 부여했다. 촬영은 유니버설 스튜디오 할리우드의 사운드 스테이지에서도 이루어졌으며, 카우아이 해변 장면도 촬영되었다. 세 번째 영화는 이슬라 소르나를 표현하기 위해 첫 번째 영화가 이슬라 누블라를 표현하는 데 사용했던 오아후와 카우아이를 주로 사용한다. 유니버설 스튜디오의 사운드 스테이지에도 정글 세트가 지어졌다.

## 소설

### 쥬라기 공원 (1990)
1983년, 마이클 크라이튼은 원래 화석 DNA로 익룡을 복제하는 시나리오를 구상했다. 이 아이디어를 한동안 고민한 끝에 그는 《쥬라기 공원》의 이야기를 떠올렸다. 크라이튼은 몇 년 동안 이 책을 작업했다. 그는 첫 초고를 그의 1973년 영화 《이색지대》와 유사하게 테마파크를 배경으로 하고 어린 소년을 주인공으로 삼기로 결정했다. 반응은 극도로 부정적이었고, 그래서 크라이튼은 이야기를 성인의 관점에서 다시 썼고, 그 결과 더 긍정적인 피드백을 얻었다.
스티븐 스필버그는 1989년 10월 그와 크라이튼이 TV 시리즈 《ER》이 될 시나리오를 논의하던 중 이 소설에 대해 알게 되었다. 워너 브라더스, 컬럼비아 픽처스, 20세기 폭스, 그리고 유니버설 픽처스는 이 소설의 출판 전에 판권 입찰에 참여했다. 1990년 5월, 유니버설은 스필버그의 앰블린 엔터테인먼트의 지원을 받아 판권을 획득했다. 크라이튼은 150만 달러의 협상 불가능한 수수료와 총 수익의 상당한 비율을 요구했다. 유니버설은 크라이튼에게 자신의 소설을 각색하는 대가로 50만 달러를 추가로 지불했다(말리아 스카치 마르모는 스필버그의 1991년 영화 《후크》의 작가였으며, 쥬라기 공원의 다음 초고를 썼지만, 크레딧에 오르지 않았다. 데이비드 켑은 소설의 설명과 폭력적인 장면을 많이 생략하고 캐릭터에 많은 변화를 준 최종 초고를 썼다). 유니버설은 회사를 유지하기 위해 절실히 돈이 필요했고, 쥬라기 공원으로 부분적으로 성공했는데, 이 영화는 비평적으로도 상업적으로도 성공했다.

### 잃어버린 세계 (1995)
《쥬라기 공원》의 가정용 비디오 발매 후, 크라이튼은 여러 곳으로부터 속편 소설에 대한 압력을 받았다. 크라이튼은 스필버그 자신이 속편이 쓰여진다면 자신이 영화 각색을 감독하고 싶다고 말할 때까지 모든 제안을 거절했다. 크라이튼은 거의 즉시 작업에 착수하여 1995년에 《잃어버린 세계》를 출판했다. 크라이튼은 자신의 소설이 아서 코난 도일 경의 같은 이름의 소설에서 요소를 가져왔다고 확인했다. 이 책 또한 전문가와 아마추어 평론가 모두에게 뛰어난 성공을 거두었다. 영화 각색판인 《쥬라기 공원 2: 잃어버린 세계》는 1996년 9월에 제작에 들어갔다.

### 쥬라기 공원 어드벤처스 (2001–2002)
스콧 시엔신은 쥬라기 공원 3을 바탕으로 한 스핀오프 소설 삼부작을 썼다. 이 시리즈는 2001년에 출시된 《쥬라기 공원 어드벤처스: 서바이버》와 《쥬라기 공원 어드벤처스: 프레이》, 그리고 이듬해 출시된 《쥬라기 공원 어드벤처스: 플라이어스》로 구성되어 있다.

### 더 에볼루션 오브 클레어 (2018)
《더 에볼루션 오브 클레어》(쥬라기 월드)는 테스 샤프가 쓴 영 어덜트 소설이다. 이 소설은 쥬라기 월드 삼부작을 바탕으로 하며, 쥬라기 월드: 폴른 킹덤의 출시와 함께 2018년에 출판되었다. 이 소설은 쥬라기 월드 테마파크 개장 전인 2004년을 배경으로 한 스핀오프 작품이다. 이 소설은 대학 신입생인 클레어 디어링이 공원에서 여름 인턴십을 하는 동안의 이야기를 다룬다.

### 메이지 록우드 어드벤처스 (2022)
메이지 록우드 어드벤처스 (쥬라기 월드)는 테스 샤프가 쓰고 클로이 도미니크가 삽화를 그린 아동 도서 시리즈이다. 이 시리즈는 쥬라기 월드 삼부작을 기반으로 하며, 쥬라기 월드: 도미니언의 개봉과 함께 2022년에 출판되었다. 《오프 더 그리드》와 《더 요세미티 식스》로 구성된 이 소설들은 맹렬하고 온순한 공룡들로 가득 찬 세상을 헤쳐나가는 메이지 록우드의 모험을 담고 있다.

## 영화
| 영화                         | 미국 개봉일     | 감독                 | 각본가                                            | 스토리                                 | 프로듀서                                   |
| ---------------------------- | --------------- | -------------------- | ------------------------------------------------- | -------------------------------------- | ------------------------------------------ |
| 쥬라기 공원                  | 1993년 6월 11일 | 스티븐 스필버그      | 데이비드 켑 & 마이클 크라이튼                     | 데이비드 켑 & 마이클 크라이튼          | 제럴드 몰렌 & 캐슬린 케네디                |
| 쥬라기 공원 2: 잃어버린 세계 | 1997년 5월 23일 | 스티븐 스필버그      | 데이비드 켑                                       | 데이비드 켑                            | 콜린 윌슨 & 제럴드 몰렌                    |
| 쥬라기 공원 3                | 2001년 7월 18일 | 조 존스턴            | 짐 테일러, 피터 버크먼 & 알렉산더 페인            | 짐 테일러, 피터 버크먼 & 알렉산더 페인 | 래리 J. 프랭코 & 캐슬린 케네디             |
| 쥬라기 월드                  | 2015년 6월 12일 | 콜린 트러보로        | 릭 재파, 아만다 실버, 데릭 코널리 & 콜린 트러보로 | 릭 재파 & 아만다 실버                  | 프랭크 마셜 & 패트릭 크롤리                |
| 쥬라기 월드: 폴른 킹덤       | 2018년 6월 22일 | 후안 안토니오 바요나 | 데릭 코널리 & 콜린 트러보로                       | 데릭 코널리 & 콜린 트러보로            | 벨렌 아티엔자, 프랭크 마셜 & 패트릭 크롤리 |
| 쥬라기 월드: 도미니언        | 2022년 6월 10일 | 콜린 트러보로        | 콜린 트러보로 & 에밀리 카마이클                   | 데릭 코널리 & 콜린 트러보로            | 프랭크 마셜 & 패트릭 크롤리                |
| 쥬라기 월드: 새로운 시작     | 2025년 7월 2일  | 개러스 에드워즈      | 데이비드 켑                                       | 데이비드 켑                            | 프랭크 마셜 & 패트릭 크롤리                |

| 쥬라기 공원 이야기 연대기 | 쥬라기 공원 이야기 연대기 | 쥬라기 공원 이야기 연대기 | 쥬라기 공원 이야기 연대기 |
| --- | ------------------------- | ------------------------- | ------------------------- |
| - 쥬라기 공원 (1993) - 쥬라기 공원 2: 잃어버린 세계 (1997) - 쥬라기 공원 3 (2001) - 쥬라기 월드 (2015) - 쥬라기 월드: 백악기 캠프 (2020–2022) - 쥬라기 월드: 폴른 킹덤 (2018) - 빅 록에서의 전투 (2019) - 쥬라기 월드: 혼돈의 지배 (2024–현재) - 쥬라기 월드: 도미니언 (2022) - 쥬라기 월드: 새로운 시작 (2025) |                           |                           |                           |

### 쥬라기 공원 (1993)

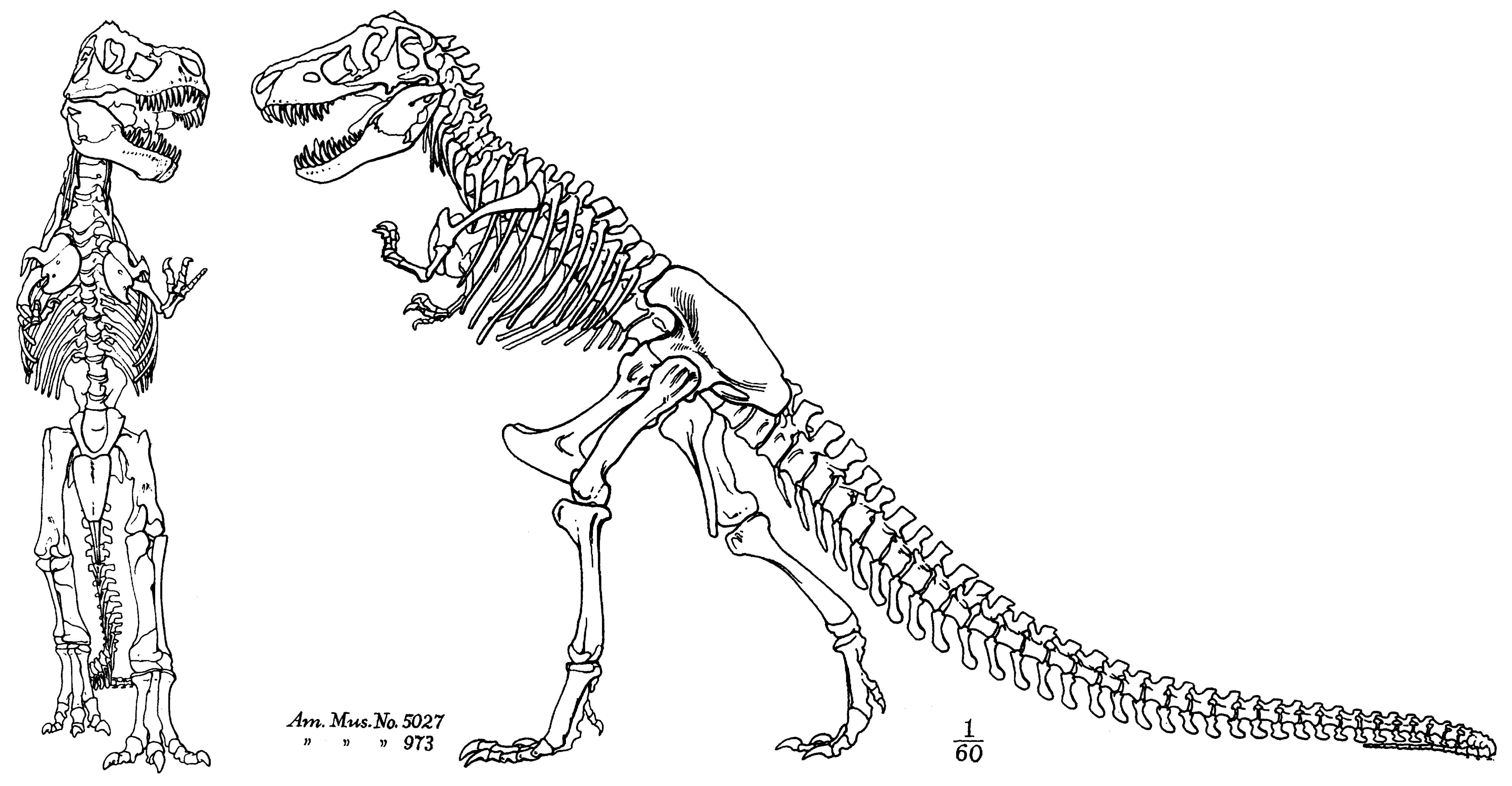
헨리 페어필드 오스번이 1917년에 발표한 티라노사우루스의 골격도. 쥬라기 공원과 잃어버린 세계의 표지, 그리고 이후 영화들의 로고의 기반이 되었다.

존 해먼드(리처드 애튼버러)는 이슬라 누블라에 위치한 테마파크 쥬라기 공원의 소유주이다. 벨로시랩터와 관련된 사고 이후, 해먼드는 투자자들을 안심시키기 위해 세 명의 전문가를 불러 공원 승인을 받게 한다. 고생물학자 앨런 그랜트 박사(샘 닐), 고식물학자 엘리 새틀러(로라 던), 그리고 혼돈 이론학자 이언 말콤(제프 골드블룸)은 섬 공원의 주요 명물이 화석화된 DNA와 유전자 교배/복제로 만들어진 살아있는 공룡이라는 사실에 놀란다. 수석 프로그래머 데니스 네드리(웨인 나이트)가 기업 경쟁자에게 공룡 배아 샘플을 팔기 위해 공원 전력을 끊자, 공룡들은 탈출하고, 살아남은 사람들은 전력을 다시 켜고 살아남을 방법을 찾아야 한다. 이 영화에는 밥 펙, 마틴 페레로, BD 웡, 아리애나 리처즈, 조지프 머젤로, 그리고 새뮤얼 L. 잭슨도 출연한다.
스필버그는 《쥬라기 공원》의 영감으로 《킹콩》을 언급하며 "쥬라기 공원에 대한 나의 선례는 킹콩이었다. 킹콩은 내가 알지 못했던 세상을 창조하는 특수 효과의 최고점이었다"고 말했다. "그리고 나는 그것이 오늘날의 킹콩을 만들면 어떨까 상상하는 나의 최고점이었다고 생각한다. 물론 나는 쥬라기 공원을 킹콩이 고전인 방식대로 고전으로 여기지 않지만, 킹콩에 너무나 영감을 받아 쥬라기 공원을 만들고 싶었던 이유 중 하나였다."
스필버그는 《쥬라기 공원》의 영감으로 고질라를 언급했으며, 특히 그가 자라면서 본 《고질라 3 - 괴수의 왕》(1956)을 꼽았다. 제작 중 스필버그는 고질라를 "정말로 일어나는 일이라고 믿게 만드는 모든 공룡 영화 중 가장 뛰어난 작품"이라고 묘사했다.
《쥬라기 공원》이 이후 영화에 미친 가장 큰 영향은 획기적인 컴퓨터 생성 이미지 사용 덕분이었다. 이 영화는 시각 효과의 이정표로 여겨진다. 이 영화는 비평가들로부터 긍정적인 평가를 받았으며, 특히 특수 효과에 대한 칭찬이 많았지만, 캐릭터 개발과 같은 다른 요소들에 대한 반응은 엇갈렸다. 개봉 당시 이 영화는 전 세계적으로 9억 1천 4백만 달러 이상을 벌어들여 그 시점까지 개봉된 영화 중 가장 성공적인 영화가 되었으며(E.T.를 넘어섰고 4년 후 타이타닉에 의해 넘어섰다), 현재 역대 17번째로 높은 수익을 올린 장편 영화이다(인플레이션을 고려하면 북미에서 20번째로 높은 수익을 올린 영화이다). NBC유니버설과 스티븐 스필버그에게 가장 재정적으로 성공적인 영화이다.
최근 쥬라기 공원은 육식 공룡에 대한 대중적인 아이코노그래피 변화를 포함하여 공룡에 대한 사람들의 시각에 문화적으로 미친 영향 때문에 무형 지질 유산으로 인정받아야 한다고 제안되었다.
쥬라기 공원은 2011년 9월 23일 영국에서 첫 번째 재개봉이 있었고, 2013년 4월 5일 20주년을 기념하여 3D로 변환되어 전 세계 박스오피스에서 10억 달러를 돌파하게 되었다. 2018년에는 이 영화가 미국 미국 국립영화등기부에 "문화적으로, 역사적으로, 또는 미학적으로 중요"한 작품으로 선정되어 보존되었다.

### 잃어버린 세계: 쥬라기 공원 (1997)
《잃어버린 세계》가 출판되기 전부터 영화 각색판은 이미 사전 제작 단계에 있었으며, 1997년 5월에 개봉되었다. 이 영화는 상업적으로 성공하여 개봉 당시 많은 박스오피스 기록을 깼다. 이 영화는 전작과 유사하게 캐릭터 묘사 측면에서 엇갈린 평가를 받았다. 《잃어버린 세계》에 대한 비평가들의 반응은 이후 더 우호적으로 변했으며, 일부 매체에서는 이 영화를 최고의 쥬라기 공원 속편이라고 부른다. 첫 번째 영화와 마찬가지로 《잃어버린 세계: 쥬라기 공원》은 책의 줄거리와 캐릭터에 여러 가지 변화를 주었다. 기업 간의 경쟁을 내부 권력 투쟁으로 대체하고, 여러 주인공의 역할이나 특징을 변경했다.
이슬라 소르나의 공룡들, 즉 동물들이 대량으로 번식하여 공원으로 옮겨지기 전에 성장할 수 있도록 허용된 두 번째 섬에서 휴가를 보내던 가족이 공룡들을 우연히 발견하자, 이언 말콤(제프 골드블룸)은 존 해먼드(리처드 애튼버러)의 부름을 받고 섬을 조사하여 외부 세계의 간섭 없이 동물들이 자유롭게 돌아다닐 수 있는 보호 구역으로 만들 팀을 이끌게 된다. 말콤은 그의 여자친구이자 고생물학자인 사라 하딩(줄리앤 무어)이 이미 섬에 있다는 것을 알게 되자 동행하기로 동의하고, 동시에 해먼드의 조카인 피터 러들로우(알리스 하워드)는 삼촌의 회사를 장악하고 생물들을 포획하여 샌디에이고의 새로운 테마파크로 가져올 사냥꾼 팀을 이끈다. 두 그룹은 충돌하고 결국 포식자 생물들을 피하고 두 번째 섬에서 살아남기 위해 협력해야 한다. 이 영화에는 피트 포슬스웨이트, 리처드 시프, 빈스 본, 버네사 리 체스터, 피터 스토메어, 그리고 어린 커밀라 벨도 출연한다.

### 쥬라기 공원 3 (2001)
조 존스턴은 《쥬라기 공원》의 속편을 감독하는 데 관심이 있었고, 친구인 스티븐 스필버그에게 이 프로젝트에 대해 접근했다. 스필버그는 첫 번째 속편을 감독하고 싶어했지만, 세 번째 영화가 나온다면 존스턴이 감독할 수 있다는 데 동의했다. 그럼에도 불구하고 스필버그는 이 영화의 총괄 프로듀서로 참여했다. 2000년 8월 30일에 제작에 들어갔으며, 캘리포니아와 하와이의 카우아이섬, 오아후섬, 몰로카이섬에서 촬영되었다. 이 영화는 소설을 원작으로 하지 않은 첫 쥬라기 공원 영화이지만, 강 탈출과 익룡 사육장과 같이 크라이튼 소설에서 사용되지 않은 일부 줄거리 요소를 포함하고 있다. 쥬라기 공원 3은 제작에 어려움이 많았고, 비평가들로부터 엇갈린 평가를 받았다.
커비 부부(윌리엄 H. 메이시와 테아 레오니)의 아들 에릭(트레버 모건)이 이슬라 소르나에서 패러세일링 도중 실종되자, 커비 부부는 앨런 그랜트(샘 닐)를 속여 섬을 탐색하는 데 도움을 요청한다. 단순한 관광일 뿐이며, 비행기의 안전한 곳에서 공룡 가이드 역할을 할 것이라고 믿었던 그는 착륙 후 스피노사우루스의 습격을 받아 비행기가 파괴되는 것을 보고 경악한다. 커비 부부의 아들을 찾는 동안, 벨로키랍토르 무리가 그들을 추격하고 섬을 탈출할 방법을 찾아야 하는 절박한 상황에 놓인다. 이 영화에는 알레산드로 니볼라, 마이클 지터, 마크 해러릭, 그리고 로라 던도 출연한다.

### 쥬라기 월드 (2015)
스티븐 스필버그는 쥬라기 공원 3 제작 중인 2001년에 네 번째 영화의 이야기 아이디어를 구상했다. 2002년에는 윌리엄 모나한이 각본을 쓰기 위해 고용되었으며, 영화 개봉은 2005년으로 예정되었다. 초기 줄거리에는 본토로 탈출하는 공룡, 그리고 유전자 변형 공룡-인간 용병 군대가 포함되었다. 모나한은 2003년에 각본의 첫 초고를 완성했다. 샘 닐과 리처드 애튼버러는 각자의 캐릭터로 복귀할 예정이었고, 키이라 나이틀리는 두 개의 다른 역할로 논의 중이었다. 2004년에는 존 세일즈가 두 개의 각본 초고를 썼다. 세일즈의 첫 초고에는 구조 임무에 사용될 훈련된 데이노니쿠스 팀이 등장했다.
두 초고 모두 폐기되었고, 2006년에는 새로운 각본이 작업 중이었다. 로라 던은 자신의 역할로 복귀할 것을 요청받았고, 영화는 2008년 개봉이 예상되었다. 영화는 2007~2008년 미국작가조합 파업으로 인해 추가로 연기되었다. 마크 프로토세비치는 2011년에 두 개의 필름 트리트먼트를 썼지만 거절당했다. 2012년에는 《혹성탈출: 진화의 시작》의 각본가인 릭 재파와 아만다 실버가 각본의 초기 초안을 쓰기 위해 고용되었다. 2013년에는 콜린 트러보로가 감독이자 공동 각본가로 발표되었고, 영화는 2015년 6월 12일 개봉 예정이었다. 영화는 유니비슘 2.00:1로 촬영되었다.
이 영화는 이슬라 누블라의 원래 공원 잔해 위에 지어진 새로운 공원인 쥬라기 월드를 배경으로 한다. 이 영화는 이르판 칸이 연기한 사이먼 마스라니와 마스라니 코프가 운영하며, 첫 영화의 BD 웡이 연기한 헨리 우 박사가 다시 등장한다.
크리스 프랫과 브라이스 댈러스 하워드는 새로운 주연인 오웬 그레이디와 클레어 디어링 역을 맡았고, 빈센트 도노프리오는 주요 악당인 빅 호스킨스 역을 맡았다. 출연진에는 제이크 존슨, 로런 랩커스, 타이 심프킨스, 닉 로빈슨, 오마르 시, 브라이언 티, 케이티 맥그라, 앤디 버클리, 그리고 주디 그리어가 포함된다. 주요 공룡 적대자는 인도미누스 렉스로, 티라노사우루스와 벨로키랍토르, 오징어, 청개구리, 독사 등 여러 종의 유전적으로 변형된 혼성종이다. 인도미누스 렉스는 카멜레온 같은 위장 능력을 가지고 있는데, 이는 이전 영화에서는 사용되지 않은 크라이튼의 두 번째 소설의 줄거리 요소였다.
쥬라기 월드는 전반적으로 긍정적인 평가를 받았다. 이 영화는 개봉 주말에 전 세계적으로 5억 달러 이상을 벌어들인 최초의 영화였으며, 극장 상영 기간 동안 16억 달러 이상을 벌어들여 당시 세계 세 번째로 높은 수익을 올린 영화가 되었다. 2015년 두 번째로 높은 수익을 올린 영화가 되었고, 현재 역대 아홉 번째로 높은 수익을 올린 영화이다. 화폐 인플레이션을 조정한 경우 쥬라기 월드는 프랜차이즈에서 가장 높은 수익을 올린 영화이다.

### 쥬라기 월드: 폴른 킹덤 (2018)
《쥬라기 월드》의 속편은 2018년 6월 22일에 개봉되었다. 이 영화는 후안 안토니오 바요나가 감독하고 트러보로와 코널리가 각본을 썼으며, 트러보로와 스필버그가 총괄 프로듀서를 맡았다. 이 영화에는 크리스 프랫, 브라이스 댈러스 하워드, 레이프 스폴, 저스티스 스미스, 대니엘라 피네다, 제임스 크롬웰, 토비 존스, 테드 러바인, BD 웡, 이저벨라 서먼, 제럴딘 채플린이 출연하며, 제프 골드블룸이 이언 말콤 박사 역으로 복귀한다.
쥬라기 월드에 대한 초기 대화에서 스필버그는 트레보로우에게 몇 편의 영화를 더 만들고 싶다고 말했다. 2014년 4월, 트레보로우는 쥬라기 월드 속편이 논의되었다고 발표했다: "우리는 좀 덜 임의적이고 에피소드적이며, 잠재적으로 완전한 이야기처럼 느껴지는 시리즈로 이어질 수 있는 것을 만들고 싶었습니다." 트레보로우는 요청받으면 영화를 감독할 것이라고 말했지만, 나중에 스필버그에게 이 시리즈에서 한 편만 감독하는 데 집중할 것이라고 말했다. 트레보로우는 다른 감독들이 미래 영화에 다른 자질을 가져올 수 있다고 믿었다. 바요나는 한때 쥬라기 월드를 감독하는 것을 고려했지만, 제작 시간이 충분하지 않다고 느껴 거절했다. 촬영은 2017년 2월부터 7월까지 영국과 하와이에서 이루어졌다.
전직 쥬라기 월드 관리자 클레어 디어링과 벨로시랩터 조련사 오웬 그래디는 화산 폭발로부터 이슬라 누블라의 공룡들을 새로운 섬 보호 구역으로 옮기는 임무에 합류한다. 그들은 이 임무가 자신들의 유전자 연구 자금을 조달하기 위해 포획된 공룡들을 암시장에 팔려는 계획의 일부임을 발견한다. 포획된 공룡들은 캘리포니아 북부의 한 사유지로 옮겨져, 그곳에서 여러 생물들이 경매에 부쳐지고 이후 새로운 주인에게 배송된다. 새로운 혼성 공룡인 인도랩터 (영화의 주요 적대자 중 하나)는 탈출하여 사유지 사람들을 위협하고, 오웬과 클레어는 사유지의 혼란과 난폭함 속에서 살아남아야 한다. 인간 복제에 대한 부수적인 줄거리가 영화에서 소개되었다. 폴른 킹덤은 두 번째 작품인 잃어버린 세계와 유사하게 이슬라 누블라에서 공룡 공원의 몰락 이후와 인간에 의한 공룡 착취에 대한 주제를 재탐구한다.
폴른 킹덤은 13억 달러 이상을 벌어들여 쥬라기 영화 중 세 번째로 10억 달러를 돌파한 영화가 되었다. 이 영화는 2018년 세 번째로 높은 수익을 올린 영화이며, 역대 22번째로 높은 수익을 올린 영화이다. 이 영화는 비평가들로부터 엇갈린 평가를 받았다.

### 쥬라기 월드: 도미니언 (2022)
《쥬라기 월드: 도미니언》은 2022년 6월 10일에 개봉했다. 이 영화는 콜린 트레보로우가 감독하고, 그와 에밀리 카마이클이 각본을 썼으며, 트레보로우와 코널리의 스토리를 기반으로 한다. 트레보로우와 스티븐 스필버그는 영화의 총괄 프로듀서를 맡았으며, 프랭크 마셜과 패트릭 크롤리는 프로듀서를 맡았다. 이 영화에는 이전 쥬라기 월드 영화에서 복귀한 크리스 프랫과 브라이스 댈러스 하워드가 출연한다. 샘 닐, 로라 던, 제프 골드블룸도 주요 역할로 자신의 캐릭터를 다시 맡아, 오리지널 쥬라기 공원 영화 이후 트리오의 첫 공동 출연을 기록한다. 또한 대니엘라 피네다, 저스티스 스미스, 이사벨라 서먼, 그리고 오마르 시가 이전 두 영화의 역할을 다시 맡는다. 다른 배우로는 마무두 아티, 드완다 와이즈, 디천 래크먼, 스콧 헤이즈가 있다. 캠벨 스콧은 원래 캐머런 소어가 연기했던 첫 영화의 캐릭터 루이스 도지슨을 연기한다.
영화 제작 계획은 2014년부터 시작되었다. 트레보로우와 카마이클은 2018년 4월 현재 각본을 쓰고 있었다. 트레보로우는 이 영화가 쥬라기 월드: 폴른 킹덤에서 판매되어 전 세계로 퍼져 오픈 소스가 된 공룡에 초점을 맞출 것이며, 이를 통해 헨리 우 박사 외의 다른 사람들이 자신만의 공룡을 만들 수 있게 될 것이라고 말했다. 트레보로우는 이 영화가 전 세계를 배경으로 할 것이며, 영화의 세계관 내에서 "이 기술이 30년 동안 존재한 후" 헨리 우 박사만이 공룡을 만드는 방법을 아는 것은 비현실적인 생각이라고 말했다. 또한 이 영화는 쥬라기 월드: 폴른 킹덤의 마지막에 풀려난 공룡들에 초점을 맞출 것이지만, 공룡이 도시를 테러하고 인간과 전쟁을 벌이는 모습은 묘사하지 않을 것이라고 밝혔다. 트레보로우는 그러한 아이디어를 비현실적이라고 생각했다. 대신 트레보로우는 "곰이나 상어를 조심하는 것과 마찬가지로 공룡과의 상호작용은 드물지만 가능하다"는 세상에 관심이 있었다. 공룡이 세상에 통합되는 것과 관련된 특정 장면과 아이디어는 세 번째 영화를 위해 쥬라기 월드: 폴른 킹덤 각본에서 궁극적으로 제거되었다.
촬영지는 캐나다, 영국의 파인우드 스튜디오, 몰타였다. 《쥬라기 월드: 도미니언》은 2020년 2월에 촬영을 시작했지만, 몇 주 후 코로나19 범유행으로 인한 안전 예방 조치로 촬영이 중단되었다. 이후 그해 7월에 제작이 재개되었으며, 코로나19 진단 및 사회적 거리두기를 포함한 수많은 건강 예방 조치가 시행되었다. 촬영은 4개월 후에 마무리되었다. 쥬라기 월드: 도미니언은 이전 영화들보다 더 많은 애니매트로닉스를 사용한다. 애니매트로닉 공룡들은 존 놀란과 그의 팀에 의해 만들어졌다. 또한 쥬라기 공원 3의 깃털 달린 벨로시랩터에 이어 깃털 달린 공룡이 등장하는 프랜차이즈의 두 번째 영화이다.
이 영화는 《폴른 킹덤》의 사건 4년 후를 배경으로 하며, 공룡들이 전 세계에서 인간과 함께 살고 있다. 영화는 오웬 그래디와 클레어 디어링이 구조 임무를 수행하는 동안, 앨런 그랜트와 엘리 새틀러가 이언 말콤과 재회하여 폐쇄된 인젠의 한때 경쟁사였던 유전체 기업 바이오신에 의한 음모를 폭로하는 과정을 따라간다.
《도미니언》은 10억 달러 이상을 벌어들여 2022년 세 번째로 높은 수익을 올린 영화가 되었고, 프랜차이즈에서 10억 달러를 돌파한 네 번째 영화가 되었다. 이 영화는 비평가들로부터 엇갈린 평가에서 부정적인 평가를 받았다. 쥬라기 월드: 도미니언의 확장판은 2022년 8월 16일 4K Ultra HD, 블루레이, DVD로 출시되었다. 확장판은 더 호의적인 평가를 받았고 극장판보다 개선된 것으로 평가된다.

### 쥬라기 월드: 새로운 시작 (2025)
《쥬라기 월드: 도미니언》은 두 번째 영화 삼부작과 원래 삼부작에서 시작된 스토리라인을 마무리했지만, 프랜차이즈의 향후 영화는 배제되지 않았다. 마셜은 2020년 5월에 《쥬라기 월드: 도미니언》이 "새로운 시대의 시작"을 알릴 것이며, 이 시대에는 인간이 본토에 있는 공룡에 적응해야 할 것이라고 말했다. 마셜은 2022년 1월에 더 많은 영화가 나올 수 있다고 다시 강조했다. "우리는 앉아서 미래가 어떻게 될지 지켜볼 것입니다."
트레보로우는 쥬라기 월드 삼부작에 9년을 보냈다고 언급하며, 2022년 5월에 자문 역할 정도 외에는 다른 영화로 돌아오지 않을 것이라고 말했다. 그는 하워드가 미래 영화를 감독하는 데 관심을 보였다. 그는 또한 도미니언에서 소개된 몇몇 캐릭터들, 예를 들어 케일라 와츠(드완다 와이즈가 연기), 램지 콜(마무두 아티), 소요나 산토스(디천 래크먼)가 미래 작품에 복귀할 수 있다고 제안했다. 프랫과 하워드는 다시는 자신의 역할을 맡지 않을 것으로 예상하며, 닐은 도미니언이 던, 골드블룸, 그리고 자신에게 마지막 영화가 될 것이라고 말했다.
2024년 1월, 새로운 작품이 공식적으로 개발 중이라는 사실이 밝혀졌다. 이 영화는 2025년 7월 2일에 개봉했다. 데이비드 켑이 각본가로 복귀했으며, 프랭크 마셜과 패트릭 크롤리가 다시 프로듀서를 맡는다. 스티븐 스필버그는 앰블린 엔터테인먼트와 유니버설의 합작 프로젝트인 이 작품의 총괄 프로듀서를 맡을 예정이다.
이 프로젝트의 개발은 발표 전부터 한동안 진행 중이었다. 영화는 개러스 에드워즈가 감독했다. 이 영화에는 스칼렛 요한슨, 마허셜라 알리, 조너선 베일리가 출연하며, 루퍼트 프렌드, 마누엘 가르시아룰포, 루나 블레이즈, 데이비드 이아코노가 함께 출연한다. 촬영은 태국, 몰타, 영국에서 이루어졌다.
《도미니언》의 사건으로부터 5년 후를 배경으로 하며, 지구 환경은 남아있는 공룡과 다른 탈멸종된 선사시대 동물들에게 대체로 부적합한 것으로 판명되었다. 살아남은 생물들은 이제 적도 지역의 외딴 곳에 살고 있으며, 이는 중생대 시대에 번성했던 환경을 연상시킨다. 비밀 요원 조라 베넷(요한슨)은 인젠이 한때 공룡 연구 시설로 사용했던 대서양의 금지된 섬인 일 생튀베르에 잠입하는 최고 비밀 임무에 고생물학자 헨리 루미스 박사(베일리)와 팀장 던컨 킨케이드(알리)와 협력하기 위해 제약 회사 파커제닉스에 의해 고용된다. 이 영화는 비평가들로부터 엇갈린 평가를 받았다.

## 단편 영화
2022년 현재 두 편의 단편 영화가 공개되었다. 두 편 모두 《쥬라기 월드: 폴른 킹덤》과 《쥬라기 월드: 도미니언》 사이에 벌어지는 사건을 다루며, 영화 시리즈와 정식 스토리라인을 공유한다.
| 영화                           | 미국 개봉일      | 감독          | 각본가                          | 프로듀서                    |
| ------------------------------ | ---------------- | ------------- | ------------------------------- | --------------------------- |
| 빅 록에서의 전투               | 2019년 9월 15일  | 콜린 트러보로 | 에밀리 카마이클과 콜린 트러보로 | 패트릭 크롤리와 프랭크 마셜 |
| 쥬라기 월드: 도미니언 프롤로그 | 2021년 11월 23일 | 콜린 트러보로 | 에밀리 카마이클과 콜린 트러보로 | 패트릭 크롤리와 프랭크 마셜 |

### 빅 록에서의 전투 (2019)
《빅 록에서의 전투》는 프랜차이즈의 첫 실사 단편 영화로, 2019년 9월 15일에 공개되었다. 8분 길이의 이 영화는 콜린 트러보로가 감독했으며, 그와 에밀리 카마이클이 공동 각본을 썼다. 이 영화에는 안드레이 홀랜드, 내털리 마르티네스, 멜로디 허드, 피어슨 살바도르가 출연한다.
이 영화는 《쥬라기 월드: 폴른 킹덤》의 사건 1년 후를 배경으로 한다. 영화에서 한 가족은 캘리포니아 북부의 가상의 빅 록 국립공원으로 캠핑을 가는데, 이곳은 《폴른 킹덤》의 공룡들이 풀려난 곳에서 약 20 마일 (30 km) 떨어진 곳이다. 이 영화는 인간과 공룡 간의 첫 번째 주요 대결을 다룬다.

### 쥬라기 월드: 도미니언 프롤로그 (2021)
5분 길이의 《쥬라기 월드: 도미니언 프롤로그》는 2021년에 공개되었으며, 프랜차이즈의 두 번째 실사 단편 영화이다. 이 프롤로그는 원래 영화의 오프닝 시퀀스로 의도되었으나 최종 편집본에서는 삭제되었다. 이 프롤로그는 선사시대 공룡들이 자연 서식지에서 살아가는 모습을 보여주고, 현재로 넘어와 티라노사우루스가 드라이브인 극장에서 난동을 부리는 장면을 담고 있다. 이 프롤로그는 《쥬라기 월드: 도미니언》 확장판의 오프닝 시퀀스로 사용된다.

## 텔레비전

### 레고 애니메이션 프로젝트
레고는 다양한 CGI 애니메이션 프로젝트를 제작했으며, 여기에는 2018년 11월 29일 NBC에서 방영된 2부작 TV 스페셜 《레고 쥬라기 월드: 비밀의 전시회》가 포함된다. 13부작 미니시리즈인 《레고 쥬라기 월드: 이슬라 누블라 섬의 전설》은 2019년에 초연되었다. 캐나다에서는 패밀리 채널에서, 미국에서는 니켈로디언에서 방영되었다.

### 쥬라기 월드: 백악기 캠프 (2020–2022)
《쥬라기 월드: 백악기 캠프》는 CGI 애니메이션 시리즈로, 2020년 9월 18일 넷플릭스에서 전 세계적으로 초연되었다. 이 시리즈는 5시즌 49화로 방영되었으며, 2022년 7월 21일에 종영되었다. 이 시리즈는 넷플릭스, 유니버설 스튜디오, 앰블린 엔터테인먼트, 드림웍스 애니메이션의 공동 프로젝트이다. 스콧 크레머와 레인 루에라스가 쇼러너를 맡았고, 스필버그, 마셜, 트레보로우와 함께 총괄 프로듀서를 맡았으며, 잭 스텐츠는 자문 프로듀서를 맡았다. 이 시리즈는 쥬라기 월드와 쥬라기 월드: 폴른 킹덤의 오프닝 장면을 배경으로 하며, 이슬라 누블라 섬의 어드벤처 캠프에 참석하는 여섯 명의 십대들의 이야기를 다룬다. 공원의 공룡들이 탈출하자, 십대들은 고립되어 섬을 탈출하기 위해 협력해야 한다. 성우진에는 폴-마이클 윌리엄스, 제나 오르테가, 라이언 포터, 레이니 로드리게스, 숀 지암브로네, 카우사르 모하메드, 자밀라 자밀, 그리고 글렌 파월이 포함된다. 시리즈가 끝난 몇 달 후, 《히든 어드벤처》라는 제목의 인터랙티브 스페셜이 공개되었다.

### 쥬라기 월드: 혼돈의 지배 (2024–현재)
쥬라기 월드: 혼돈의 지배는 《백악기 캠프》의 애니메이션 속편 시리즈로, 2024년 5월 24일 넷플릭스에서 공개되었다. 이 시리즈는 《쥬라기 월드: 폴른 킹덤》과 《쥬라기 월드: 도미니언》 사이의 사건을 배경으로 한다. 대부분의 성우들이 자신의 역할을 다시 맡았지만, 포터와 오르테가는 다른 배우로 교체되었다.

### 향후 시리즈

#### 쥬라기 월드: 익스플로러 (2025)
《쥬라기 월드: 익스플로러》는 쥬라기 월드 삼부작을 바탕으로 한 유아용 애니메이션 시리즈로, 2025년 언젠가 공개될 예정이다.

#### 제목 미정 실사 시리즈
2020년 3월 현재 쥬라기 월드 삼부작을 기반으로 한 실사 TV 시리즈가 개발 중인 것으로 알려졌다. 그러나 마셜은 2년 후에 그러한 시리즈는 논의된 바 없으며, 자신의 초점은 영화에 있다고 말했다. 《백악기 캠프》에 대해 마셜은 "지금은 충분하다고 생각한다"고 말했다.

### 취소된 프로젝트

#### 이스케이프 프롬 쥬라기 공원
1993년 6월, 《쥬라기 공원》의 극장 개봉 후, 앰블린과 MCA 대변인은 이 영화를 바탕으로 한 애니메이션 시리즈가 개발 중이며 스필버그의 최종 승인을 기다리고 있다고 확인했다. 《이스케이프 프롬 쥬라기 공원》이라는 제목의 이 시리즈는 첫 시즌에 23개의 에피소드로 구성될 예정이었다. 이 시리즈는 존 해먼드가 쥬라기 공원을 완성하고 대중에게 공개하려는 시도에 초점을 맞추는 한편, 인젠의 기업 경쟁사인 바이오신은 브라질에 자체 공룡 테마파크를 열 계획을 세우고 있었는데, 결국 이들의 공룡들이 정글로 탈출하는 것으로 끝난다.
제작된다면 이 프로젝트는 당시까지 가장 비싼 애니메이션 시리즈가 될 것으로 예상되었다. 유니버설 애니메이션 스튜디오의 제프 시걸 사장은 "우리는 컴퓨터 애니메이션으로 매우 정교하게 제작될 TV 시리즈를 개발 중이다. 그러나 스필버그는 아직 시리즈의 내용이나 형식을 검토할 기회가 없었다"고 말했다. 시걸은 유니버설이 이 시리즈를 황금시간대에 방영하는 가능성을 검토 중이라고 말하며, 시리즈의 줄거리에 대해서도 언급했다. "이것은 본질적으로 영화의 마지막 순간부터 이어져 매우 극적인 방식으로 이야기를 계속할 것이다. 주요 캐릭터들을 계속 등장시키고 새로운 캐릭터들도 소개할 의도이다." 시걸은 또한 이 시리즈가 영화와 동일한 대상 시청자를 목표로 할 것이며, 어린 아이들에게도 어필하기를 희망한다고 말했다.
애니메이션 베테랑이자 만화가인 윌 뫼그니오트 (당시 엑소스쿼드를 포함한 다양한 프로젝트로 유니버설 애니메이션 스튜디오에서 일하고 있었다)는 아티스트 윌리엄 스타우트에게 애니메이션 시리즈 디자인에 관심이 있는지 물었다. 스타우트에 따르면: "이것은 어린아이들을 위한 쇼가 아니었다 (물론 모든 연령대의 아이들, 저 자신을 포함해서 즐길 수 있었겠지만). 그들은 최고 작가들과 최첨단 텔레비전 애니메이션에 상당량의 CG 애니메이션을 보강한 성인 황금 시간대 시리즈를 원했다." 유니버설 애니메이션 스튜디오는 이 쇼가 그래픽 노블의 느낌을 갖기를 원했다.
스타우트는 이 시리즈 작업에 고용되었고, 이후 시리즈가 어떻게 보일지, 그리고 전통 애니메이션과 컴퓨터 애니메이션을 어떻게 결합할지 시연하기 위한 예고편을 만들었다. 이 시리즈는 제작에 들어가기 전에 스필버그의 최종 승인을 필요로 했다. 그러나 스필버그는 영화를 둘러싼 엄청난 홍보와 상품에 싫증을 느끼고 있었고, 예고편을 보지 않았다. 1993년 7월 13일, 폭스 키즈의 사장인 마가렛 로슈는 스필버그와 영화의 애니메이션 버전에 대해 논의했다고 확인했다. 로슈는 또한 "적어도 지금과 가까운 미래에는 애니메이션 쥬라기 공원은 없을 것이다. 그것은 스티븐 스필버그의 결정이며, 우리는 그 결정을 존중한다"고 말했다.

#### 쥬라기 공원: 카오스 이펙트
《쥬라기 공원 2: 잃어버린 세계》의 4부작 만화 각색본 중 3부가 1997년 7월 톱스 코믹스에서 출판되었으며, 독자들에게 이 영화를 기반으로 한 만화 시리즈가 개발 중임을 확인시켜 주었다. 이 시리즈는 스필버그의 의뢰로 드림웍스 애니메이션이 개발할 예정이었다. 1997년 11월, 이 만화는 쥬라기 공원: 카오스 이펙트와 함께 출시될 예정이라는 보도가 나왔는데, 이는 과학자들이 다양한 생물의 DNA를 결합하여 공룡 혼성종을 만들었다는 전제를 기반으로 케너가 생산한 공룡 장난감 시리즈이다. 새로운 장난감은 곧 출시될 만화를 기반으로 했다. 또한 이 만화는 1998년 3월까지 중간 시즌 대체로 준비될 수 있다고 보도되었다. 카오스 이펙트 장난감 라인은 1998년 6월에 출시되었지만, 애니메이션 시리즈는 알 수 없는 이유로 제작되지 않았다.

## 모션 코믹스 및 웹 시리즈

### 쥬라기 월드 (모션 코믹스) (2019)
2019년 말, 유니버설은 유튜브에서 쥬라기 월드 모션 코믹스 시리즈를 출시했다. 4부작 시리즈는 《쥬라기 월드: 폴른 킹덤》의 사건 이후를 배경으로 하며 전 세계의 다양한 공룡 공격을 다룬다.

### 직원 오리엔테이션 시리즈: 인젠 제공 (2023)
직원 오리엔테이션 시리즈: 인젠 제공은 작중 세계관 내 직원 교육 테이프 모음이다. 현재 세 개의 에피소드가 있으며, 각 에피소드는 약 1분 길이이다. 이 시리즈는 쥬라기 공원 30주년을 기념하여 출시되었다.

## 출연진 및 제작진
틀:Cast indicator

### 영화 출연진
| 캐릭터               |                 |                              |                   |                        |                        |                         |                          |
| 캐릭터               | 쥬라기 공원     | 쥬라기 공원 2: 잃어버린 세계 | 쥬라기 공원 3     | 쥬라기 월드            | 쥬라기 월드: 폴른 킹덤 | 쥬라기 월드 도미니언    | 쥬라기 월드: 새로운 시작 |
| 캐릭터               | 1993            | 1997                         | 2001              | 2015                   | 2018                   | 2022                    | 2025                     |
| -------------------- | --------------- | ---------------------------- | ----------------- | ---------------------- | ---------------------- | ----------------------- | ------------------------ |
| 앨런 그랜트 박사     | 샘 닐           |                              | 샘 닐             |                        |                        | 샘 닐                   |                          |
| 엘리 새틀러 박사     | 로라 던         |                              | 로라 던C          |                        |                        | 로라 던                 |                          |
| 이언 말콤 박사       | 제프 골드블룸   | 제프 골드블룸                |                   |                        | 제프 골드블룸C         | 제프 골드블룸           |                          |
| 존 해먼드            | 리처드 애튼버러 | 리처드 애튼버러              |                   |                        | 리처드 애튼버러P       |                         |                          |
| 렉스 머피            | 아리애나 리처즈 | 아리애나 리처즈C             |                   |                        |                        |                         |                          |
| 팀 머피              | 조지프 머젤로   | 조지프 머젤로C               |                   |                        |                        |                         |                          |
| 헨리 우 박사         | BD 웡           |                              |                   | BD 웡                  | BD 웡                  | BD 웡                   |                          |
| 데니스 네드리        | 웨인 나이트     |                              |                   |                        |                        |                         |                          |
| 루이스 도지슨        | 캐머런 소어     |                              |                   |                        |                        | 캠벨 스콧               |                          |
| 미스터 DNA           | 그레그 버슨V    |                              |                   | 콜린 트러보로V         |                        |                         |                          |
| 로버트 멀둔          | 밥 펙           |                              |                   |                        |                        |                         |                          |
| 도널드 제나로        | 마틴 페레로     |                              |                   |                        |                        |                         |                          |
| 레이 아놀드          | 새뮤얼 L. 잭슨  |                              |                   |                        |                        |                         |                          |
| 하딩 박사            | 제리 몰렌       |                              |                   |                        |                        |                         |                          |
| 사라 하딩 박사       |                 | 줄리앤 무어                  |                   |                        |                        |                         |                          |
| 켈리 커티스          |                 | 버네사 리 체스터             |                   |                        |                        |                         |                          |
| 닉 반 오웬           |                 | 빈스 본                      |                   |                        |                        |                         |                          |
| 에디 카              |                 | 리처드 시프                  |                   |                        |                        |                         |                          |
| 롤랜드 템보          |                 | 피트 포슬스웨이트            |                   |                        |                        |                         |                          |
| 피터 러들로우        |                 | 알리스 하워드                |                   |                        |                        |                         |                          |
| 아제이 시두          |                 | 하비 제이슨                  |                   |                        |                        |                         |                          |
| 로버트 버크 박사     |                 | 토머스 F. 더피               |                   |                        |                        |                         |                          |
| 디터 스타크          |                 | 피터 스토메어                |                   |                        |                        |                         |                          |
| 카터                 |                 | 토마스 로살레스 주니어       |                   |                        |                        |                         |                          |
| 폴 커비              |                 |                              | 윌리엄 H. 메이시  |                        |                        |                         |                          |
| 아만다 커비          |                 |                              | 테아 레오니       |                        |                        |                         |                          |
| 빌리 브레넌          |                 |                              | 알레산드로 니볼라 |                        |                        |                         |                          |
| 에릭 커비            |                 |                              | 트레버 모건       |                        |                        |                         |                          |
| 우데스키             |                 |                              | 마이클 지터       |                        |                        |                         |                          |
| 내쉬                 |                 |                              | 브루스 A. 영      |                        |                        |                         |                          |
| 쿠퍼                 |                 |                              | 존 딜             |                        |                        |                         |                          |
| 벤 힐데브랜드        |                 |                              | 마크 해러릭       |                        |                        |                         |                          |
| 오웬 그래디          |                 |                              |                   | 크리스 프랫            | 크리스 프랫            | 크리스 프랫             |                          |
| 클레어 디어링        |                 |                              |                   | 브라이스 댈러스 하워드 | 브라이스 댈러스 하워드 | 브라이스 댈러스 하워드  |                          |
| 그레이 미첼          |                 |                              |                   | 타이 심프킨스          |                        |                         |                          |
| 잭 미첼              |                 |                              |                   | 닉 로빈슨              |                        |                         |                          |
| 사이먼 마스라니      |                 |                              |                   | 이르판 칸              |                        |                         |                          |
| 빅 호스킨스          |                 |                              |                   | 빈센트 도노프리오      |                        |                         |                          |
| 배리 셈베네          |                 |                              |                   | 오마르 시              |                        | 오마르 시               |                          |
| 로워리               |                 |                              |                   | 제이크 존슨            |                        | 제이크 존슨P            |                          |
| 비비안               |                 |                              |                   | 로런 랩커스            |                        | 로런 랩커스P            |                          |
| 카렌 미첼            |                 |                              |                   | 주디 그리어            |                        |                         |                          |
| 스콧 미첼            |                 |                              |                   | 앤디 버클리            |                        |                         |                          |
| 자라                 |                 |                              |                   | 케이티 맥그라          |                        |                         |                          |
| 프랭클린 웹          |                 |                              |                   |                        | 저스티스 스미스        | 저스티스 스미스         |                          |
| 지아 로드리게스 박사 |                 |                              |                   |                        | 대니엘라 피네다        | 대니엘라 피네다C        |                          |
| 메이지 록우드        |                 |                              |                   |                        | 이저벨라 서먼          | 이저벨라 서먼           |                          |
| 샬럿 록우드          |                 |                              |                   |                        | 이저벨라 서먼P         | 이사벨라 서먼엘바 트릴O |                          |
| 아이리스             |                 |                              |                   |                        | 제럴딘 채플린          | 제럴딘 채플린P          |                          |
| 벤저민 록우드 경     |                 |                              |                   |                        | 제임스 크롬웰          |                         |                          |
| 일라이 밀스          |                 |                              |                   |                        | 레이프 스폴            |                         |                          |
| 켄 휘틀리            |                 |                              |                   |                        | 테드 러바인            |                         |                          |
| 미스터 에버솔        |                 |                              |                   |                        | 토비 존스              |                         |                          |
| 램지 콜              |                 |                              |                   |                        |                        | 마무두 아티             |                          |
| 케일라 와츠          |                 |                              |                   |                        |                        | 드완다 와이즈           |                          |
| 소요나 산토스        |                 |                              |                   |                        |                        | 디천 래크먼             |                          |
| 레인 델라코트        |                 |                              |                   |                        |                        | 스콧 헤이즈             |                          |
| 조라 베넷            |                 |                              |                   |                        |                        |                         | 스칼렛 요한슨            |
| 헨리 루미스 박사     |                 |                              |                   |                        |                        |                         | 조너선 베일리            |
| 던컨 킨케이드        |                 |                              |                   |                        |                        |                         | 마허셜라 알리            |
| 마틴 크레브스        |                 |                              |                   |                        |                        |                         | 루퍼트 프렌드            |
| 루벤 델가도          |                 |                              |                   |                        |                        |                         | 마누엘 가르시아룰포      |
| 테레사 델가도        |                 |                              |                   |                        |                        |                         | 루나 블레이즈            |
| 자비에 도브스        |                 |                              |                   |                        |                        |                         | 데이비드 이아코노        |
| 이사벨라 델가도      |                 |                              |                   |                        |                        |                         | 오드리나 미란다          |
| 니나                 |                 |                              |                   |                        |                        |                         | 필리핀 벨게              |
| 르클레르             |                 |                              |                   |                        |                        |                         | 베시르 실뱅              |
| 바비 앳워터          |                 |                              |                   |                        |                        |                         | 에드 스크레인            |

### 텔레비전 출연진
| 캐릭터                 | 레고 쥬라기 월드: 이슬라 누블라 섬의 전설 | 쥬라기 월드: 백악기 캠프 | 쥬라기 월드: 혼돈의 지배 |
| 캐릭터                 | 2019                                      | 2020–2022                | 2024–현재                |
| ---------------------- | ----------------------------------------- | ------------------------ | ------------------------ |
| 오웬 그래디            | 이언 핸린V                                |                          | 등장C                    |
| 클레어 디어링          | 브릿 매킬립V                              |                          |                          |
| 사이먼 마스라니        | 디렌드라V                                 |                          |                          |
| 빅 호스킨스            | 알렉스 자하라V                            |                          |                          |
| 헨리 우 박사           | 빈센트 통V                                | 그렉 천V                 | 등장P                    |
| 앨리슨 마일스          | 베서니 브라운V                            |                          |                          |
| 대니 네더마이어        | 에이드리언 페트리브V                      |                          |                          |
| 신진 프레스콧          | 앤드루 카바다스V                          |                          |                          |
| 라슨 미첼              | 커비 모로우V                              |                          |                          |
| 허드슨 하퍼            | 니콜라스 홈스V                            |                          |                          |
| 다이앤                 | 퍼트리샤 드레이크V                        |                          |                          |
| 데니스 네드리          | 윌리엄 커클리스V                          |                          |                          |
| 다리우스 보우먼        |                                           | 폴-마이클 윌리엄스V      | 폴-마이클 윌리엄스V      |
| 벤 핀커스              |                                           | 숀 지암브로네V           | 숀 지암브로네V           |
| 야스미나 "야즈" 파둘라 |                                           | 카우사르 모하메드V       | 카우사르 모하메드V       |
| 브루클린               |                                           | 제나 오르테가V           | 커스텐 켈리V             |
| 켄지 콘                |                                           | 라이언 포터V             | 대런 바넷V               |
| 새미 구티에레스        |                                           | 레이니 로드리게스V       | 레이니 로드리게스V       |
| 루이스 도지슨          |                                           | 아담 해링턴V             | 아담 해링턴V             |
| 소요나 산토스          |                                           |                          | 디천 래크먼V             |
| 배리 셈베네            |                                           |                          | 에반 마이클 리V          |

### 추가 영화 제작진
| 역할      | 쥬라기 공원         | 잃어버린 세계: 쥬라기 공원 | 쥬라기 공원 3                      | 쥬라기 월드                                                     | 쥬라기 월드: 폴른 킹덤                                                             | 쥬라기 월드 도미니언                                         | 쥬라기 월드: 새로운 시작                   |
| 역할      | 1993                | 1997                       | 2001                               | 2015                                                            | 2018                                                                               | 2022                                                         | 2025                                       |
| --------- | ------------------- | -------------------------- | ---------------------------------- | --------------------------------------------------------------- | ---------------------------------------------------------------------------------- | ------------------------------------------------------------ | ------------------------------------------ |
| 작곡      | 존 윌리엄스         | 존 윌리엄스                | 음악: 돈 데이비스테마: 존 윌리엄스 | 음악: 마이클 자키노테마: 존 윌리엄스                            | 음악: 마이클 자키노테마: 존 윌리엄스                                               | 음악: 마이클 자키노테마: 존 윌리엄스                         | 음악: 알렉상드르 데스플라테마: 존 윌리엄스 |
| 편집      | 마이클 칸           | 마이클 칸                  | 로버트 달바                        | 케빈 스티트                                                     | 베르나트 빌라플라나                                                                | 마크 상거                                                    | 자베즈 올센                                |
| 촬영      | 딘 컨디             | 야누시 카민스키            | 셸리 존슨                          | 존 슈워츠먼                                                     | 오스카르 파우라                                                                    | 존 슈워츠먼                                                  | 존 매시슨                                  |
| 미술 감독 | 릭 카터             | 릭 카터                    | 에드워드 베루                      | 에드워드 베루                                                   | 앤디 니콜슨                                                                        | 케빈 젠킨스                                                  | 제임스 클라인                              |
| 상영 시간 | 127분               | 129분                      | 92분                               | 124분                                                           | 128분                                                                              | 147분                                                        | 133분                                      |
| 제작사    | 앰블린 엔터테인먼트 | 앰블린 엔터테인먼트        | 앰블린 엔터테인먼트                | 앰블린 엔터테인먼트 레전더리 엔터테인먼트 더 케네디/마셜 컴퍼니 | 앰블린 엔터테인먼트 레전더리 엔터테인먼트 퍼펙트 월드 픽처스 더 케네디/마셜 컴퍼니 | 앰블린 엔터테인먼트 퍼펙트 월드 픽처스 더 케네디/마셜 컴퍼니 | 앰블린 엔터테인먼트 더 케네디/마셜 컴퍼니  |
| 배급사    | 유니버설 픽처스     | 유니버설 픽처스            | 유니버설 픽처스                    | 유니버설 픽처스                                                 | 유니버설 픽처스                                                                    | 유니버설 픽처스                                              | 유니버설 픽처스                            |

## 평가

### 박스 오피스 실적
| 영화                         | 미국 개봉일     | 박스 오피스 총수익 | 박스 오피스 총수익 | 박스 오피스 총수익 | 역대 순위      | 역대 순위 | 예산                                | Ref.                    |
| 영화                         | 미국 개봉일     | 미국 및 캐나다     | 기타 지역          | 전 세계            | 미국 및 캐나다 | 전 세계   | 예산                                | Ref.                    |
| ---------------------------- | --------------- | ------------------ | ------------------ | ------------------ | -------------- | --------- | ----------------------------------- | ----------------------- |
| 쥬라기 공원                  | 1993년 6월 11일 | $407,185,075       | $630,350,155       | $1,037,535,230     | 50             | 49        | 6천 3백만 달러                      | [ 233 ] [ 234 ] [ 235 ] |
| 쥬라기 공원 2: 잃어버린 세계 | 1997년 5월 23일 | $229,086,679       | $389,552,320       | $618,638,999       | 186            | 190       | 7천 3백만 ~ 7천 5백만 달러          | [ 236 ] [ 237 ]         |
| 쥬라기 공원 3                | 2001년 7월 18일 | $181,171,875       | $187,608,934       | $368,780,809       | 302            | 435       | 9천 3백만 달러                      | [ 238 ] [ 239 ]         |
| 쥬라기 월드                  | 2015년 6월 12일 | $653,406,625       | $1,018,130,819     | $1,671,537,444     | 10             | 10        | 1억 5천만 ~ 2억 1천 5백만 달러      | [ 240 ] [ 241 ]         |
| 쥬라기 월드: 폴른 킹덤       | 2018년 6월 22일 | $417,719,760       | $892,746,536       | $1,310,469,037     | 41             | 23        | 1억 7천만 ~ 4억 3천 2백만 달러      | [ 242 ] [ 243 ] [ 244 ] |
| 쥬라기 월드: 도미니언        | 2022년 6월 10일 | $376,851,080       | $627,153,512       | $1,004,004,592     | 60             | 58        | 1억 8천 5백만 ~ 2억 6천 5백만 달러  | [ 245 ] [ 246 ] [ 244 ] |
| 쥬라기 월드: 새로운 시작     | 2025년 7월 2일  | $301,516,000       | $416,836,000       | $718,352,000       | 121            | 167       | 1억 8천만 달러                      | [ 247 ] [ 248 ] [ 249 ] |
| 합계                         | 합계            | $2,566,937,094     | $4,162,378,276     | $6,729,318,111     | 10             | 11        | 9억 1천 4백만 ~ 13억 2천 3백만 달러 | [ 250 ]                 |

### 비판 및 대중의 반응
| 영화                         | 비판             | 비판               | 대중         | 대중 |
| 영화                         | 로튼 토마토      | 메타크리틱         | 시네마스코어 |      |
| ---------------------------- | ---------------- | ------------------ | ------------ | ---- |
| 쥬라기 공원                  | 91% (202개 리뷰) | 68 (20명의 평론가) | A            |      |
| 쥬라기 공원 2: 잃어버린 세계 | 56% (153개 리뷰) | 59 (18명의 평론가) | B+           |      |
| 쥬라기 공원 3                | 49% (223개 리뷰) | 42 (30명의 평론가) | B−           |      |
| 쥬라기 월드                  | 72% (358개 리뷰) | 59 (49명의 평론가) | A            |      |
| 쥬라기 월드: 폴른 킹덤       | 47% (430개 리뷰) | 51 (59명의 평론가) | A−           |      |
| 쥬라기 월드: 도미니언        | 29% (405개 리뷰) | 38 (60명의 평론가) | A−           |      |
| 쥬라기 월드: 새로운 시작     | 51% (368개 리뷰) | 50 (54명의 평론가) | B            |      |

### 수상
| 수상       | 부문                     | 영화        | 영화                       |
| 수상       | 부문                     | 쥬라기 공원 | 잃어버린 세계: 쥬라기 공원 |
| ---------- | ------------------------ | ----------- | -------------------------- |
| 아카데미상 | 음향 편집상              | 수상        |                            |
| 아카데미상 | 음향상                   | 수상        |                            |
| 아카데미상 | 시각 효과상              | 수상        | 후보                       |
| 그래미상   | 최고의 스코어 사운드트랙 | 후보        | 후보                       |

## 음악
| 제목                                                     | 발매일          | 길이    | 작곡가              | 레이블           |
| -------------------------------------------------------- | --------------- | ------- | ------------------- | ---------------- |
| 쥬라기 공원: 오리지널 모션 픽쳐 사운드트랙               | 1993년 5월 25일 | 1:13:13 | 존 윌리엄스         | MCA, La-La Land  |
| 잃어버린 세계: 쥬라기 공원 (오리지널 모션 픽쳐 스코어)   | 1997년 4월 30일 | 1:13:15 | 존 윌리엄스         | MCA, La-La Land  |
| 쥬라기 공원 3: 오리지널 모션 픽쳐 사운드트랙             | 2001년 6월 12일 | 54:31   | 돈 데이비스         | 데카, La-La Land |
| 쥬라기 월드: 오리지널 모션 픽쳐 사운드트랙               | 2015년 6월 9일  | 1:17:05 | 마이클 자키노       | 백 랏 뮤직       |
| 쥬라기 월드: 폴른 킹덤 (오리지널 모션 픽쳐 사운드트랙)   | 2018년 6월 15일 | 1:19:54 | 마이클 자키노       | 백 랏 뮤직       |
| 쥬라기 월드: 도미니언 (오리지널 모션 픽쳐 사운드트랙)    | 2022년 6월 3일  | 1:47:00 | 마이클 자키노       | 백 랏 뮤직       |
| 쥬라기 월드: 새로운 시작 (오리지널 모션 픽쳐 사운드트랙) | 2025년 7월 2일  | 1:41:46 | 알렉상드르 데스플라 | 백 랏 뮤직       |

## 상품 및 기타 미디어

### 장난감
1993년 영화를 위해 케너는 "쥬라기 공원이 아니면 멸종된 것"이라는 슬로건으로 마케팅된 액션 피규어와 공룡 라인을 생산했다. 영화 공룡에 대해 조언을 제공한 고생물학자 잭 호너는 공룡 장난감의 과학 자문으로도 고용되었다. 케너는 장난감을 개발하는 데 2년이 걸렸고 성공적으로 판매했다. 다킨 또한 영화를 기반으로 한 봉제 공룡을 생산했다.
케너는 1997년 속편을 위해 또 다른 장난감 라인을 생산했다. 이 회사는 1년 후 쥬라기 공원: 카오스 이펙트도 출시했다. 이 장난감 라인의 전제는 과학자들이 기존 공룡의 DNA를 결합하여 새로운 공룡 종을 만들었다는 것이었다.
케너의 모회사인 해즈브로는 2001년에 출시된 쥬라기 공원 3의 장난감 생산을 맡았다. 당시 플레이스쿨도 어린아이들을 대상으로 한 장난감 라인인 쥬라기 공원 주니어를 출시했다. 쥬라기 공원 3 장난감은 레고 스튜디오 브랜드로도 출시되었다. 해즈브로는 쥬라기 월드를 위한 장난감 라인도 만들었다. 일부 장난감 공룡은 영화에서는 암컷인데도 포장에서는 수컷으로 언급되어, 해즈브로가 남성 구매층에만 집중한다는 비판을 받았다.